# 칠원 제씨 세계도
칠원 제씨의 모든 파의 계보를 서술함.

## 대동항렬
```
대동 항렬(원조 갈영 기준)

61 弘○ 홍○
62 汝○ 여○
63 命○ 慶○ 명○ 경○
64 敬○ 夏○ 경○ 하○
65 夢○ ○朝 몽○ ○조
66 命○ 國○ 명○ 국○
67 德○ ○寬 덕○ ○관
68 昌○ 漢○ 창○ 한○
69 祥○ 東○ 상○ 동○
70 在○ ○根 재○ ○근
71 廷○ 秀○ 정○ 수○
72 鎬○ 鍾○ 호○ 종○
73 海○ 永○ 해○ 영○
74 模○ 權○ 모○ 권○
75 煥○ 熙○ 환○ 희○
76 奎○ 吉○ 규○ 길○
77 鏞○ 鎭○ 용○ 진○
78 承○ 源○ 승○ 원○
79 榮○ 林○ 영○ 림○
80 顯○ 烈○ 현○ 렬○
81 重○ 在○ 중○ 재○
82 鎰○ 鉉○ 일○ 현○
83 澈○ 淳○ 철○ 순○
84 杓○ 林○ 표○ 림○
85 炤○ 光○ 소○ 광○
86 培○ 坰○ 배○ 경○
```

## 선계
```
비조 복희(伏羲)
     |
선조 소전(小典)
     |
도조 갈천(葛天)
     |
2세조 갈망(葛望)
     |
3세조 갈민(葛民)
     ㆍ
     ㆍ    
후손 백악(伯岳)
     |
후손 백약(伯若)
     ㆍ
     ㆍ
후손 갈백(葛百)
     |
후손 갈옥(葛幹)
     ㆍ
     ㆍ
8대조 갈약(葛約)
     |
7대조 갈윤(葛倫)
     |
6대조 갈징(葛徵)
     |
5대조 갈옹(葛擁)
     |
4대조 갈순(葛順)
     |
3대조 갈양(葛洋)
     |
2대조 갈숙(葛肅)
     |
1대조 갈칭(葛稱)
     |
원조 갈영(葛嬰)
     |
2세 갈경(葛京)
     |
3세 갈맹(葛孟)
     |
4세 갈자(葛子)
     |
5세 갈구(葛丘)
     |
6세 갈공(葛孔)
     |
7세 갈농(葛農)
     |
8세 갈지(葛地)
     |
9세 제갈풍(諸葛豊)
     |
10세 제갈평(諸葛平)
     |
11세 제갈징(諸葛徵)
    |
12세 제갈완(諸葛完)
    |
13세 제갈종(諸葛宗)
     |
14세 제갈유(諸葛兪)
     |
15세 제갈융(諸葛融)
```

## 16세 ~ 45세
```
16세 제갈봉(諸葛峯)
17세 제갈규(諸葛珪)
18세 제갈량(諸葛亮)
19세 제갈첨(諸葛瞻)
20세 제갈경(諸葛景)
21세 제갈충(諸葛忠)
22세 제갈경(諸葛涇)
23세 제갈면구(諸葛勉九)
24세 제갈우(諸葛祐)
25세 제갈은달(諸葛隱達)
26세 제갈제문(諸葛濟問)
27세 제갈운(諸葛耘)
28세 제갈남기(諸葛南基)
29세 제갈태우(諸葛泰佑)
30세 제갈륜(諸葛崙)
31세 제갈금(諸葛錦)
32세 제갈상(諸葛庠)
33세 제갈형(諸葛泂)
34세 제갈원경(諸葛遠敬)
35세 제갈병(諸葛丙)
36세 제갈증현(諸葛曾賢)
37세 제갈세성(諸葛世成)
38세 제갈시명(諸葛始明)
39세 제갈경문(諸葛卿文)
40세 제갈유(諸葛逌)
41세 제갈암(諸葛菴)
42세 제갈려상(諸葛呂常)
43세 제갈훈(諸葛勳)
44세 제갈제원(諸葛悌元)
45세 제갈한(諸葛漢)
```

## 제씨 계보도
- 46세 제홍(諸泓)
- 47세 제의(諸毅)
- 48세 제소(諸昭)
- 49세 제군상(諸君祥)
- 50세 제인(諸絪)
  - 51세 제태명(諸台明)
    - 52세 제관유(諸寬兪)
      - 53세 제찬수(諸贊數)
        - 54세 제문류(諸文兪)
        - 54세 제문수(諸文秀)

  - 51세 제태일(諸台一)
    - 52세 제관찬(諸寬贊)
      - 53세 제찬성(諸贊城)
        - 54세 제문간(諸文刊)
        - 54세 제문익(諸文益)

  - 51세 제태남(諸台南)
    - 52세 제관유(諸寬兪)
      - 53세 제찬규(諸贊圭)
        - 54세 제문유(諸文儒) - 중시조

## 제문유 직계 4대
- 54세/중조 제문유(諸文儒)
  - 55세 제하(諸廈) - 고성 제씨
    - 56세 제사강(諸士崗)
      - 57세 제말충(諸末忠)
        - 58세 제철손(諸哲孫)

  - 55세 제순(諸純)
    - 56세 제사민(諸士閔) - 평산 제씨
      - 57세 제염도(諸廉度)
        - 58세 제군수(諸君秀)

    - 56세 제사옥(諸士玉) - 영산 제씨
      - 57세 제규상(諸圭祥)
        - 58세 제영래(諸永來)

  - 55세 제욱(諸旭) - 의성 제씨
    - 56세 제부(諸部)
      - 57세 제석(諸奭)
        - 58세 제운(諸運)

  - 55세 제언덕(諸彦德) - 구산 제씨
    - 56세 제윤(諸潤)
      - 57세 제사영(諸士英)
        - 58세 제철규(諸哲圭)

  - 55세 제윤덕(諸閏德) - (밑에 문단 참조)
  - 55세 제석후(諸石侯) - 울산 제씨
    - 56세 제지석(諸指奭)
      - 57세 제문보(諸問保)
        - 58세 제시진(諸時晋)

  - 55세 제미조(諸米祖) - (밑에 문단 참조)
  - 55세 제미후(諸米候) - 남양 제씨
    - 56세 제얼경(諸蘖敬)
      - 57세 제귀영(諸貴寧)
        - 58세 제복(諸卜)

  - 55세 제사선(諸社仙)
    - 56세 제사공(諸士孔) - 태원 제씨
      - 57세 제광(諸光)
        - 58세 제석빈(諸石玭)

    - 56세 제사미(諸士米) - 함양 제씨
      - 57세 제우영(諸宇永)
        - 58세 제경득(諸京得)

  - 55세 제지환(諸指煥) - 순창 제씨
    - 56세 제우(諸禹)
      - 57세 제부경(諸部景)
        - 58세 제순영(諸淳英)

## 보성문중
- 54세/중조 제문유(諸文儒)
- 55세 제윤덕(諸潤德)
- 56세 제적(諸積)
  - 57세 제영선(諸永選)
    - 58세 제자중(諸自重)

  - 57세 제영이(諸永以)
    - 58세 제유중(諸兪重)

## 진해/거제/문산/영서문중
- 54세/중조 제문유(諸文儒)
- 55세 제미조(諸未祖)
- 56세 제계선(諸繼先)
- 57세 제승원(諸承源)
- 58세 제내회(諸乃會)
- 59세 제진태(諸進泰)
- 60세 제성하(諸性河)
- 61세 제사도(諸士道) - (문산문중)
  - 62세 제종선(諸從善)
    - 63세 제필강(諸弼崗)
      - 64세 제해(諸海)
        - 65세 제복량(諸復亮)
        - 65세 제시량(諸時亮)

      - 64세 제화(諸和)
        - 65세 제동량(諸東亮)
        - 65세 제주량(諸周亮)

    - 63세 제천강(諸天崗)
      - 64세 제희립(諸希立)
        - 65세 제정한(諸禎漢)
        - 65세 제정민(諸禎敏
- 61세 제사손(諸士孫) - (진해문중)
  - 62세 제숙산(諸淑山)
    - 63세 제예현(諸禮賢)
      - 64세 제국(諸國)
        - 65세 제무상(諸武祥)
        - 65세 제광해(諸光海)
- 61세 제사학(諸士學) - (거제문중)
  - 62세 제여석(諸與錫)
    - 63세 제경록(諸庚錄)
      - 64세 제흡(諸恰)
        - 65세 제경생(諸庚生)
        - 65세 제경상(諸庚上)
        - 65세 제경세(諸庚世)
- 61세 제사동(諸士同) - (영서문중)
  - 62세 제정석(諸政錫)
    - 63네 제경충(諸庚仲)
      - 64세 제회인(諸懷仁)
        - 65세 제경철(諸景喆) - 자헌공파

## 제수겸(후손 X)
- 58세 제철손(諸哲孫)
  - 59세 제수겸(諸受謙)
    - 60세 제포(諸浦)
      - 61세 제득인(諸得仁)

    - 60세 제징(諸澄)
      - 61세 제득화(諸得和)

    - 60세 제응립(諸應立)
      - 61세 제득호(諸得互)
      - 61세 제득인(諸得仁)

    - 60세 제여물(諸輿物)
      - 61세 제순수(諸順收)
      - 61세 제순복(諸順復)

    - 60세 제세봉(諸世鳳)
    - 60세 제억춘(諸億春)
      - 61세 제억(諸億)
      - 61세 제진(諸晉)

    - 60세 제수영(諸受英)
    - 60세 제풍(諸豊)
      - 61세 제득유(諸得儒)

    - 60세 제준(諸俊)
      - 61세 제득의(諸得義)

## 만성공파
- 58세 제철손(諸哲孫)
- 59세 제익겸(諸益謙)
- 60세 제환(諸煥)
  - 61세 제사원(諸士元)
    - 62세 제만춘(諸萬春)
      - 63세 제인국(諸仁國)

  - 61세 제사형(諸士亨)
  - 61세 제사정(諸士貞)
- 60세 제순(諸淳)
  - 61세 제홍희(諸弘喜)
    - 62세 제빈(諸斌)
      - 63세 제득상(諸得祥)
        - 64세 제여직(諸汝直)
          - 65세 제태망(諸泰望)

        - 64세 제여익(諸汝益)
          - 65세 제선행(諸善行)

        - 64세 제여필(諸汝弼)
          - 65세 제태웅(諸泰雄)

```
현대 인물

76세 제종길(諸宗吉) - 17대 국회의원.
76세 제경록(諸經錄) - 김해시의회 의장.
```

## 제복겸(후손 X)
- 58세 제철손(諸哲孫)
- 59세 제복겸(諸福謙)
- 60세 제형(諸泂)
- 61세 제천의(諸天毅)
  - 62세 제삼원(諸三元)
- 61세 제천직(諸天直)
  - 62세 제몽순(諸夢純)
    - 63세 제경지(諸慶智)
      - 64세 제명후(諸鳴後)

  - 62세 제만호(諸萬浩)
    - 63세 제영인(諸永仁)
- 61세 제안명(諸安命)
  - 62세 제읍(諸揖)
  - 62세 제응정(諸應貞)
    - 63세 제경일(諸慶日)
      - 64세 제열후(諸說後)
- 61세 제억보(諸億輔)
  - 62세 제한국(諸漢國)
- 61세 제광득(諸光陟)
  - 62세 제광금(諸光今)

## 판서공파
- 58세 제철손(諸哲孫)
- 59세 제조겸(諸祖謙)
- 60세 제호(諸灝)
- 61세 제홍록(諸弘綠)
- 62세 제여량(諸汝亮)
  - 63세 제명서(諸命瑞)
    - 64세 제하보(諸夏補)
      - 65세 제영조(諸寧朝)

    - 64세 제하영(諸夏英)
      - 65세 제한조(諸翰朝)
      - 65세 제응조(諸應朝)
      - 65세 제홍조(諸洪朝)

    - 64세 제하일(諸夏一)
      - 65세 제익조(諸翊朝)

    - 64세 제하인(諸夏仁)
      - 65세 제만조(諸萬朝)

  - 63세 제명구(諸命求)
    - 64세 제하욱(諸夏郁)
      - 65세 제흥조(諸興朝)

    - 64세 제하상(諸夏相)
      - 65세 제운조(諸云朝)

    - 64세 제하중(諸夏重)
      - 65세 제문조(諸文朝)
      - 65세 제영조(諸英朝)
      - 65세 제의조(諸毅朝)

    - 64세 제하원(諸夏源)
      - 65세 제문조(諸紋朝)

```
현대 인물
(여기 적힌 인물은 부자관계 아님. 주의.)
71세 제정구(諸廷坵) - 14ㆍ15대 국회의원.
71세 제정훈(諸廷勳) - 경남도의회의원.
72세 제성호(諸成鎬) - 국제법학자.
73세 제해성(諸海成) - 국건정위원장.
73세 제범근(諸範勤) - JS메캐닉 회장.
74세 제종모(諸鍾模) - 유성종합건설 대표이사.
```

## 참봉공파
- 58세 제철손(諸哲孫)
- 59세 제조겸(諸祖謙)
- 60세 제낙(諸洛)
- 61세 제홍조(諸弘祚)
  - 62세 제한주(諸翰周)
    - 63세 제시망(諸時望)
    - 63세 제시정(諸時廷)
      - 64세 제상석(諸尙錫)
        - 65세 제명조(諸命朝)

  - 62세 제수주(諸壽周)
    - 63세 제시징(諸時懲)

  - 62세 제위주(諸渭周)
- 61세 제홍유(諸弘裕)
  - 62세 제익주(諸翊周)
    - 63세 제명황(諸命煌)
      - 64세 제하봉(諸夏封)
        - 65세 제채조(諸采朝)
        - 65세 제헌조(諸獻朝)
        - 65세 제봉조(諸鳳朝)

      - 64세 제하백(諸夏伯)
      - 64세 제하남(諸夏男)
        - 65세 제경조(諸敬朝)

      - 64세 제하석(諸夏奭)
        - 65세 제해조(諸海朝)

      - 64세 제하망(諸夏望)
        - 65세 제필조(諸弼朝)

      - 64세 제하범(諸夏範)
        - 65세 제맹조(諸孟朝)

```
현대 인물

73세 제희경(諸喜慶) - SBS 아나운서.
74세 제수천(諸秀天) - 前 성주문화원장.
75세 제종현(諸鍾炫) - 천안시 축구단.
75세 제종민(諸鍾珉) - 제종민한의원 원장.
```

## 훈도공파
- 58세 제철손(諸哲孫)
- 59세 제조겸(諸祖謙)
- 60세 제숙(諸淑)
- 61세 제홍우(諸弘祐)
- 62세 제여경(諸汝坰)
- 63세 제명진(諸命鎭)
- 64세 제하랑(諸夏廊)
  - 65세 제진석(諸進石)
  - 65세 제진태(諸進台)

## 참판공파
- 58세 제철손(諸哲孫)
- 59세 제조겸(諸祖謙)
- 60세 제탁(諸濯)
- 61세 제홍복(諸弘福)
- 62세 제여운(諸汝運)
- 63세 제명오(諸命五)
- 64세 제하민(諸夏敏)
  - 65세 제판영(諸判寧)
  - 65세 제판득(諸判得)

## 충의공파
- 58세 제철손(諸哲孫)
- 59세 제조겸(諸祖謙)
- 60세 제말(諸沫)
  - 61세 제몽량(諸夢亮)
  - 61세 제몽신(諸夢信)
  - 61세 제홍정(諸弘禎)

### 찰방공파
- 62세 제여상(諸汝尙)(찰방공파)
  - 63세 제명장(諸命章)
    - 64세 제하백(諸夏伯)
      - 65세 제현조(諸顯朝)
      - 65세 제만조(諸萬朝)
      - 65세 제정조(諸停朝)
      - 65세 제희조(諸喜朝)

```
현대 인물

71세 제정부(諸廷富) - 법제처장.
71세 제정호(諸廷號) - 부산동주여자대학교 초빙교수.
74세 제용삼(諸龍三) - 축구선수.
75세 제진수(諸鎭洙) - 의사자. 이집트에서 폭탄을 맨몸으로 저지하다가 의사함.
```

### 주부공파
- 62세 제여회(諸汝灰)(주부공파)
  - 63세 제명각(諸命珏)
    - 64세 제하열(諸夏悅)
      - 65세 제현태(諸顯泰)

  - 63세 제명민(諸命敏)
    - 64세 제하황(諸夏晃)
      - 65세 제선(諸選)

  - 63세 제명우(諸命友)
    - 64세 제하현(諸夏賢)
      - 65세 제여양(諸與讓)

  - 63세 제명일(諸命逸)
    - 64세 제하식(諸夏湜)
      - 65세 제순(諸順)

현대인물
```
71세 제정완(諸廷緩) - 동방푸드 회장.
72세 제경오(諸敬誤) - 동방푸드 대표이사.
74세 제정자(諸貞子) - 이브갤러리 관장.
```

### 봉사손ㆍ장령ㆍ별좌공파
- 62세 제여근(諸汝槿)
  - 63세 제명환(諸命桓)(봉사손파)
    - 64세 제하준(諸夏俊)
      - 65세 제증한(諸曾翰)

  - 63세 제명석(諸命錫)(별좌공파)
    - 64세 제경윤(諸敬胤)
      - 65세 제계한(諸啓翰)

  - 63세 제명철(諸命喆)(장령공파)
    - 64세 제경량(諸敬良)
      - 65세 제계현(諸啓賢)
      - 65세 제계천(諸啓天)
      - 65세 제계하(諸啓夏)

    - 64세 제경복(諸敬福)
      - 65세 제계호(諸啓號)

    - 64세 제경신(諸敬信)
      - 65세 제계문(諸啓文)

    - 64세 제경엽(諸敬曄)
      - 65세 제계원(諸啓元)

    - 64세 제경일(諸敬一)
      - 65세 제계춘(諸啓春)
      - 65세 제계첨(諸啓瞻)

    - 64세 제경보(諸敬補)
      - 65세 제계조(諸啓朝)

```
현대 인물

66세 제경욱(諸景彧) - 홍경래의 난 진압.
70세 제영근(諸榮根) - 호는 함재. 동곡서당 경영.
74세 제타룡(諸他龍) - 서울도시철도공사장.
```

### 선략장군파

#### 진사공파
- 62세 제여원(諸汝元)
  - 63세 제경창(諸慶昌)(진사공파)
    - 64세 제유후(諸有後)
      - 65세 제명조(諸命朝)

    - 64세 제형후(諸亨後)
      - 65세 제협조(諸協朝)

    - 64세 제진후(諸振後)
      - 65세 제욱조(諸昱朝)
      - 65세 제억조(諸億朝)

    - 64세 제복후(諸宓後)
      - 65세 제유조(諸維朝)

    - 64세 제남후(諸湳後)
      - 65세 제후조(諸后朝)

    - 64세 제만후(諸萬後)
      - 65세 제석조(諸奭朝)

```
현대 인물

74세 제춘모(諸春模) - 야구선수.
75세 제환유(諸煥劉) - 야구선수.
75세 제희경(諸熙敬) - 前 5군단 본부여단 참모장.
```

#### 대사공파
- 62세 제여원(諸汝元)
  - 63세 제경달(諸敬達)(대사공파)
    - 64세 제업후(諸業後)
      - 65세 제득조(諸得朝)

#### 학포공파
- 62세 제여원(諸汝元)
  - 63세 제경의(諸慶醫)(학포공파)
    - 64세 제귀원(諸貴源)
      - 65세 제이주(諸以周)
      - 65세 제이무(諸以武)

    - 64세 제귀명(諸貴明)
      - 65세 제이조(諸以朝)
      - 65세 제이은(諸以殷)

    - 64세 제귀동(諸貴東)
      - 65세 제이상(諸以商)
      - 65세 제이준(諸以俊)
      - 65세 제이하(諸以夏)

```
현대 인물

76세 제윤경(諸閏景) - 20대 국회의원.
76세 제영수(諸榮秀) - 서울시서기관.
76세 제진주(諸辰珠) - 소방준감.
77세 로케트펀치 - 테크 전문 유튜버. 본명 제유영.
77세 달씨 - 유튜브 크리에이터. 본명 제민영.
```

#### 참의공파
- 62세 제여원(諸汝元)
  - 63세 제경립(諸慶笠)(참의공파)
    - 64세 제호빈(諸豪斌)
      - 65세 제중건(諸重建)
      - 65세 제중원(諸重元)
      - 65세 제중광(諸重光)

    - 64세 제이빈(諸以斌)
      - 65세 제흥룡(諸興龍)

```
현대 인물

73세 제해만(諸海萬) - 국어국문학 박사.
75세 제희원(諸熙員) - SBS 기자.
```

#### 판관공파
- 62세 제여원(諸汝元)
  - 63세 제경한(諸慶漢)(판관공파)
    - 64세 제봉서(諸鳳瑞)
      - 65세 제몽일(諸夢逸)
      - 65세 제몽기(諸夢紀)

```
현대 인물

73세 제갑생(諸甲生) - 前 사천시의회 의원.
74세 제금모(諸金模) - 칠원 제씨 대종회장.
75세 
제준호
 - 정치인.
```

#### 부사공파
- 62세 제여원(諸汝元)
  - 63세 제경진(諸慶晉)(부사공파)
    - 64세 제동신(諸東信)
      - 65세 제윤이(諸允伊)
      - 65세 제윤수(諸允壽)
      - 65세 제윤봉(諸允鳳)

```
현대인물

76세 제규경(諸圭敬) - 아프리카 TV BJ.
76세 제은효(諸恩孝) - MBC 기자.
```

#### 어사공파
- 62세 제여원(諸汝元)
  - 63세 제경발(諸慶撥)(어사공파)
    - 64세 제순선(諸順善)
      - 65세 제한걸(諸漢傑)

### 선교랑파
- 62세 제여각(諸汝各)(선교랑파)
  - 63세 제명인(諸命仁)
    - 64세 제하명(諸夏明)
      - 65세 제신조(諸信朝)

```
현대인물

73세 제해용(諸海龍) - 싸커.com 대표자.
75세 제동환(諸東煥) - 외교부 국제법률국 영토해양과장.
76세 제성훈(諸成勳) - 한국외대 노어과 교수.
```

### 정헌공파
- 62세 제여첨(諸汝瞻)(정헌공파)
  - 63세 제명종(諸命宗)
    - 64세 제하윤(諸夏尹)
      - 65세 제방조(諸邦朝)

    - 64세 제하의(諸夏義)
      - 65세 제준문(諸俊文)
      - 65세 제신건(諸信建)
      - 65세 제만흥(諸萬興)
      - 65세 제신달(諸信達)

```
현대인물

74세 제도흥(諸道興) - 한국천문연구원 선임연구원 공학박사.
75세 
제윤경
(諸閏景) - 제20대 국회의원
```

### 절충장공휘억파
- 62세 제여백(諸汝伯)(영감공파)
  - 63세 제명대(諸命大)
    - 64세 제하섭(諸夏燮)
      - 65세 제망조(諸望朝)

  - 63세 제명달(諸命達)
    - 64세 제하선(諸夏鮮)
      - 65세 제구조(諸具朝)

## 역대 수장
```
볼드체가 현재 수장.
1대 제철손(諸哲孫)
2대 제조겸(諸祖謙)
3대 제호(諸顥)
4대 제홍록(諸弘錄)
5대 제여량(諸汝亮)
6대 제명규(諸命圭)
7대 제하욱(諸夏郁)
8대 제한조(諸翰朝)
9대 제영조(諸英朝)
10대 제국환(諸國煥)
11대 제형관(諸型寬)
12대 제한수(諸漢戍)
13대 제동호(諸東浩)
14대 제동진(諸東鎭)
15대 제영근(諸英根)
16대 제필근(諸必根)
17대 제유근(諸柳根)
18대 제복근(諸福根)
19대 제정호(諸廷鎬)
20대 제명래(諸明崍)
21대 제두근(諸斗勤)
22대 제창영(諸昌永)

23대 제금모(諸金模)
```

## 문의
```
전화번호 : 010-3860-6339(장난 전화 하지맙시다.)
이메일 : jkm6699@hanmail.net
```

## 종친회 선영
```
1.도선산 경남 고성군 대가면 척정리 산331번지
2.경남 창원시 마산합포구 진동면 다구리 산66-1번지
```

## 종친회 임원
```
회장 : 제금모
부회장 : 제해석, 제정송
이사 : 제윤호, 제해석, 제진호, 제한호, 제우성, 제해룡, 제규생, 제정현, 제정원, 제용모, 제진열. 제정환, 제명호, 제정만, 제춘근, 제광웅, 제영순, 제상범, 제광모
재무 : 제동근
총무 : 제구호
감사 : 제명호, 제윤억
수석고문 : 제정호, 제명수
변호사 : 제차룡
법무사 : 제정용
고문 : 제기두, 제해주, 제재근, 제해근, 제수천, 제정택, 제세근, 제봉재, 제종근, 제신조, 제천호, 제범근
문산문중 : 제창영
진해문중 : 제흥덕
거제문중 : 제두건
```

## 여담
- 고성문중(본 종중)과 진해문중은 200년 가까이 된 원수 지간이라고 한다.
- 중시조의 묘소가 칠원군 용산리에 위치했으나 현재 실묘 상태이다.